# Vandread
Vandread (jap. ヴァンドレッド, Vandoreddo) ist eine Anime-Fernsehserie aus dem Studio GONZO von 2000. Die Serie setzt sich zusammen aus zwei Staffeln. Später wurde die Serie auch als Light Novel und Manga adaptiert.

## Handlung
In ferner Zukunft leben Männer und Frauen getrennt voneinander auf unterschiedlichen Planeten. Der Planet Mejere wird nur von Frauen bewohnt, der Planet Taraak nur von Männern. Auf Taraak lebt Hibiki Tokai (ヒビキ・トカイ), der als Arbeiter Angehöriger der niedrigsten Klasse ist. Als er versucht, einen VanGuard-Kampfroboter von einem Schlachtschiff zu stehlen, hebt das Schlachtschiff ab und Hibiki wird entdeckt. Bevor er jedoch bestraft werden kann, wird das Schiff von weiblichen Piraten angegriffen. Am Rande einer Niederlage, befiehlt der Kapitän die Evakuierung des Raumschiffes, nur Hibiki, Duelo Mcfile (ドゥエロ・マクファイル) und Bart Garsus (バート・ガルサス) schaffen es nicht rechtzeitig, das Schiff zu verlassen. Um zu verhindern, dass das Schiff in die Hände der Frauen fällt, wird das Schiff von den Flüchtenden mit Torpedos beschossen, als plötzlich die Paksis, der Energie-Kern des Schiffes der Männer, ein unerwartetes Eigenleben entwickelt. Die Paksis zerstört alle Torpedos und erzeugt ein Wurmloch, welches das Schiff der Männer und das der Frauen weit ins Weltall schleudert, außerdem lässt die Paksis beide Schiffe fusionieren.
Hibiki, Duelo und Bart werden bald darauf von den Frauen entdeckt und gefangen genommen. Nach und nach schaffen es die drei, das Vertrauen der Mannschaft zu gewinnen. Hibiki wird VanGuard-Pilot bei den Dread-Staffeln, Duelo Schiffsarzt und Bart Navigator.
So macht sich das Schiff, das von der Mannschaft Nirwana getauft wird, auf den Weg zu den Heimatplaneten der Besatzung. Auf den Weg dorthin werden sie von einem unbekannten Gegner angegriffen. Im Kampf mit diesem Gegner kommt der Besatzung zugute, dass durch die Fusion der beiden Schiffen auch der VanGuard von Hibiki und die drei Dreads (Kampfraumschiffe) von Dita Liebely (ディータ・リーベライ), Meia Gisborn (メイア・ギズボーン) und Jura Basil Elden (ジュラ・ベーシル・エルデン) fusionieren können und somit einen VanDread erschaffen. Dieser hat, je nachdem mit welchen Dreads der VanGuard fusioniert, unterschiedliche Eigenschaften. Nach einiger Zeit findet die Crew heraus, dass die unbekannten Gegner die Menschen in den Kolonien töten, um bestimmte Körperteile von ihnen zu „ernten“. Schließlich stellt sich heraus, dass die Ernteschiffe von den Erdbewohnern ausgeschickt wurden, da sie die Körperteile zum Überleben brauchen.
Die Nirwana macht sich nun auf den Weg zu ihren Heimatplaneten, da sie befürchten, dass auch diese abgeerntet werden. Nach einiger Zeit schafft es die Nirwana ihre Heimatsystem zu erreichen. Auf ihren jeweiligen Planeten angekommen, werden Männer und Frauen wegen ihrer Zusammenleben mit dem anderen Geschlecht angeklagt und eingesperrt, können sich jedoch wieder befreien und auf die Nirwana gelangen, als die Ernteschiffe der Erde angreifen. In einer großen Schlacht schaffen es die Frauen und Männer mit vereinten Kräften die Ernteschiffe zu vernichten. Am Ende beschließen die Anführer beider Planeten, ausgewählte Gruppen von Männern und Frauen auf dem jeweils anderen Planeten zu entsenden, damit Männer und Frauen eines Tages wieder normal miteinander leben können.

## Veröffentlichungen

### Anime
Der Anime wurde von Studio Gonzo animiert unter der Regie von Takeshi Mori, der maßgeblich für die Idee zur Serie verantwortlich war. Das Charakter-Design stammt von Kazuya Kuroda und die künstlerische Leitung übernahmen Junichi Higashi und Takaharu Fujii. Die erste Staffel wurde in Japan vom 3. Oktober bis 19. Dezember 2000 auf WOWOW ausgestrahlt und die zweite Staffel vom 5. Oktober 2001 bis 18. Januar 2002.
Des Weiteren wurde die Serie auch in den USA vom Pay-TV-Sender Encore, in Brasilien von Animax, in Singapur, Indonesien, Malaysia, Brunei und den Philippinen von AXN und in Portugal von Sociedade Independente de Comunicação (kurz SIC) ausgestrahlt.
In Japan wurden beide Staffeln auf jeweils sechs DVDs veröffentlicht. Auf Englisch wurden beide Staffeln der Serie auf jeweils vier DVDs von Geneon Entertainment in Nordamerika veröffentlicht.

#### Synchronisation
| Rolle                    | japanischer Sprecher (Seiyū) |
| ------------------------ | ---------------------------- |
| Hibiki Tokai             | Hiroyuki Yoshino             |
| Dita Liebely             | Yumi Kakazu                  |
| Meia Gisborn             | Fumiko Orikasa               |
| Duelo Mcfile             | Hideki Tasaka                |
| Barnette Orangello       | Michiko Neya                 |
| Pyoro                    | Mitsuo Iwata                 |
| Bart Garsus              | Tomokazu Seki                |
| Jura Basil Elden         | Yū Asakawa                   |
| Paiway Underberg         | Sawa Ishige                  |
| Magno Vivan              | Hisako Kyōda                 |
| Buzam A. Calessa (B. C.) | Yoko Sōmi                    |

#### OVAs
Es wurden zwei OVAs veröffentlicht, in welchen jeweils der Inhalt der Serie zusammengefasst wurde. Vandread Taidōhen (ヴァンドレッド 胎動篇) fasst die Ereignisse der ersten Staffel zusammen und wurde 2001 veröffentlicht, Vandread Gekitōhen (ヴァンドレッド　激闘篇) die der zweiten und wurde 2002 veröffentlicht.

#### Musik
Als Vorspanntitel verwendete man für die erste Staffel den Titel Trust von Salia, als Abspann nahm man Himegoto von SiLC. Für die zweite Staffel verwendete man als Vorspanntitel Justice von Aki Kudō, als Abspann wurde Yes, Together, welches von Yasunori Iwasaki komponiert und von Aki Kudou gesungen wurde, genommen.

### Light Novel
Takeshi Mori, der Regisseur des Anime, schrieb gleichzeitig eine Light-Novel-Reihe zu Vandread. Diese bestand aus drei Teilen Vandread von Juli bis Dezember 2000 in drei Bänden, Vandread: The Second Stage von September 2001 bis Januar 2002 in drei Bänden und Vandread: The Extra Stage im Mai 2002 in einem Band. Die Light-Novel-Bände erschienen damit vor den entsprechenden Anime-Folgen.
Die Light Novel erschien beim Verlag Kadokawa Shoten unter dem Imprint Kadokawa Sneaker Bunko. Die Coverillustrationen bzw. Titelbilder stammen von Kazuya Kuroda und die Illustrationen innerhalb der Bände von Kotetsu Akane.

### Manga
Die Serie wurde später von Kotetsu Akane auch als Manga adaptiert, der im Magazin Dragon Junior von Kadokawa Shoten erschien. Später erschienen die Kapitel in drei Sammelbänden (Tankōbon): Band 1 wurde am 26. Dezember 2000 veröffentlicht, Band 2 am 25. September 2001 und der Kurzgeschichtenband Vandread Special Stage (ヴァンドレッドすぺしゃるすてーじ, Vandoreddo Supesharu Sutēji) im März 2003.
Der Manga stellt ein Spin-off zur Serie dar und unterscheidet sich in einigen Details von der Serie. So ist zum Beispiel Hibiki ist im Manga der einzige Mann auf dem Schiff, es ist eine Fusion von Ditas Vanguard mit Hibikis Dread möglich und Ditas Charakter ist weniger kindisch. Außerdem ist Meia Kapitän der Nirwana und Duelo McFile, Paiway Underberg, Ezra, Gascogne Rheingau und Pyoro kommen im Manga nicht vor. Dafür tauchen im Manga die Charaktere Tenho Farland und Asra Mute auf.